# حمام دوخواهران
حمام دوخواهران مربوط به دوره قاجار است و در شهرستان دورود، بخش سیلاخور، دهستان سیلاخور، روستای دوخواهران واقع شده و این اثر در تاریخ ۲۸ اسفند ۱۳۸۵ با شمارهٔ ثبت ۱۸۵۲۳ به‌عنوان یکی از آثار ملی ایران به ثبت رسیده است.